# Calle 7
Calle 7 fue un programa de televisión juvenil chileno, producido y emitido por TVN entre el 12 de enero de 2009 al 31 de mayo de 2013. En su origen consistía en un programa de entretención donde un grupo de jóvenes realizaban pruebas lúdicas para ayudar a un televidente. Sin embargo, la baja audiencia llevó a un cambio de formato donde estos jóvenes se dividían en equipos para competir en pruebas de destreza y resistencia física con el fin de no ser eliminados y poder ganar un gran premio final.
Desde 2009 hasta 2010 fue conducido por Martín Cárcamo, acompañado en su inicio en 2009 por Karen Doggenweiler, posteriormente por Jean Philippe Cretton desde 2010 hasta 2013 y en su última etapa en 2013 por Alain Soulat. Todos fueron acompañados de coanimadores que se encargaban de ayudar al animador a narrar las competencias dentro de los que se destacan los propios Cretton y Soulat, Rigeo, Juan Pedro Verdier y Lucía Covarrubias.
El programa, de bajo comienzo en la audiencia, con el cambio de formato comenzó a ganar espectadores hasta transformarse en gran éxito dentro del público; obtuvo el premio El Copihue de Oro 2009 con el mérito al "mejor programa juvenil", elegido por el público y entregado por el diario La Cuarta, consiguiéndolo de igual forma los años 2010, 2011 y 2012. Además el programa lanzó un álbum de canciones con sus integrantes que alcanzó disco de oro y su formato fue vendido y replicado con éxito a países de Latinoamérica como Paraguay, Perú, Ecuador, Bolivia, Panamá, Honduras y El Salvador.

## Temporadas
Calle 7 inició sus emisiones el día 12 de enero de 2009 a las 18:00 horas con la conducción de Martín Cárcamo y la coconducción de Karen Doggenweiler. El programa estaba dirigido al área juvenil y familiar en donde un grupo de participantes denominado como "Equipo Calle 7" bailaban y realizaban distintas pruebas, en donde el equipo ganador le daba $100.000 (cien mil pesos chilenos) a un concursante telefónico. Dentro de los participantes de este equipo se destacaban:
- Francisco "Chapu" Puelles, Francisco "Pancho" Rodríguez, Felipe Camus, Valeria Ortega, Nicolás Oyarzun, [5]Gianella Marengo, Laura Prieto, Constanza Vivas, Daniel Fernández, Belén Muñoz, Camila Nash.

### El inicio

#### Cambio de formato
El lunes 2 de febrero se comenzó con el primer cambio de formato, esto debido al escaso índice de audiencia del programa los cuales bordeaban los 4 puntos de índice de audiencia, quedando lejos de su competencia Yingo, de Chilevisión. A pesar de que hubo rumores acerca de la posible cancelación del programa que fueron ampliamente divulgados por la prensa, el conductor afirmó a fines de febrero que nunca estuvo contemplado sacar del aire a Calle 7.
En este cambio de formato, el equipo Calle 7 se dividió en 2 equipos (Amarillos y Rojos) que debían enfrentar pruebas extremas; el equipo perdedor de la semana debía realizar un castigo. El cambio culminó el 2 de marzo cuando se anunció el ingreso de nuevos participantes (llamado Los Desafiantes) para competir directamente con los integrantes del programa, además de anunciarse que cada semana uno de ellos sería eliminado/a del programa.

### Primera temporada
La primera temporada inicio formalmente sus competencias el 9 de marzo de 2009. Compitiendo todos los martes y jueves, el equipo con menor puntaje nominaba a un concursante de su propio equipo y los viernes se eliminaba a un miembro del elenco. El programa y su cambio logró imponerse en audiencia a YingoA lo largo de la misma se integraron figuras mediáticas como Nelson Mauri, Ronny Munizaga "Ronny Dance" o Valentina Roth y en casting abierto llegó Alain Soulat. También se incorporó al programa Jean Phillipe Cretton, periodista proveniente de CQC, que se encargaba del backstage del programa, para luego pasar a ser coaminador.  Luego de meses de extenuantes competencias, el 31 de julio se realizó la gran final, que marcó un peak de sintonía de 23 puntos consagrando como ganador a Chapu Puelles frente a Valentina Roth. 

### Segunda temporada
La segunda temporada de Calle 7 dio inicio el lunes 3 de agosto de 2009. Se presentaron nuevos competidores, que formaron equipo para competir contra el ya conocido "Equipo Calle 7" que incluye a todos los miembros del elenco de la primera temporada. El sistema de competencia es el mismo que el utilizado en la primera temporada; los lunes y miércoles, los dos equipos compiten en tres eventos, cada uno con un valor de 100, 200 y 300 puntos. El ganador de esos días se salva de competir en la eliminación, mientras que el perdedor tiene que competir entre ellos los martes y jueves para elegir a un miembro del equipo nominado. La competencia de eliminación era los viernes, y el perdedor se iba de Calle 7 para siempre. El ganador de esta fue nuevamente Francisco "Chapu" Puelles frente a Felipe Camus.

### Tercera temporada
Antes del inicio de la tercera temporada, se realizó una pretemporada del 1 al 26 de febrero, los participantes se dividieron en los equipos amarillo y rojo, los cuales compitieron de lunes a viernes en tres pruebas y el equipo ganador se llevó una suma de dinero. El dinero recaudado fue donado a las víctimas del terremoto del 27 de febrero. Finamente la tercera temporada de Calle 7 comenzó dos semanas después de finalizada la pretemporada; en este periodo de tiempo el programa no se emitió por la contingencia del sismo, regresando al aire el 15 de marzo. Esta vez el sistema de competencia fue en parejas mixtas, pero compitieron en los ya conocidos equipos amarillo y rojo. Los ganadores de esta temporada fueron Maite Orsini y Francisco “Pancho” Rodríguez.

### Cuarta temporada
La cuarta temporada se estrenó el 7 de junio de 2010. Al igual que la tercera temporada el sistema de la competencia fue en parejas mixtas. En octubre de 2010 el programa sufrió un cambio al anunciarse la partida de Cárcamo a Canal 13, siendo reemplazado por Cretton.  La final se realizó el sábado 13 de noviembre de 2010 en horario primetime. Felipe Camus y Catalina Vallejos fueron los grandes ganadores llevándose $6.000.000 de pesos.

### Sexta temporada
La sexta temporada inicio el 24 de enero con una pretemporada donde nuevos competidores luchaban por ingresar a la temporada oficial, que inicio el 25 de febrero.   Además de la competencia oficial, se incorporó en abril una competencia artística con cantantes, similar a Rojo donde participaron integrantes ya del programa como Karen Paola, así como integrantes de los últimos años del programa como Rodrigo Tapia, Paolo Ramírez y Francisca Silva, quien resultó ganadora.  En la competencia oficial, que regresó a su formato individual, esta vez en categorías mujeres y hombres, se alzaron como ganadores la futbolista Romina Parraguirre y Juan Carlos Palma "JC".

### Séptima temporada
La séptima temporada inicio el 18 de julio de 2011. La temporada quedó marcada por su emisión del 2 de septiembre de 2011, cuando anuncio oficialmente la desaparición de un avión con destino a la isla Juan Fernández donde viajan entre otros, Felipe Camiroaga y un equipo del matinal Buenos días a todos, suspendiendo la emisión del programa hasta el 12 de septiembre.En la competencia artística, se alzó como ganadora Scarlett Ortega, mientras que en la competencia oficial, se consagraron ganadores Barbara Hoffman en mujeres y Federico Koch en hombres.

### Undécima temporada
La undécima temporada del programa inicio el 29 de octubre de 2012, manteniendo su formato de competencia y finalizó el 15 de febrero de 2013 consagrando como ganadores en mujeres a Danae Vergara y en hombres a Felipe Camus, por segunda vez.  La temporada quedó marcada por los cambios en la animación del espacio que se dieron en ese periodo; en noviembre de 2012, Soulat abandonó el programa para nuevos rumbos televisivos, aunque regresó brevemente en diciembre para reemplazar a Cretton por vacaciones, quedando en su lugar como coanimadora la cantante Lucía Covarrubias.El cambio más importante ocurrió en enero cuando se anunció la salida de Cretton para integrarse a La Red, oficializándose a Soulat como su sucesor. 

### Duodécima temporada
La duodécima temporada del programa inicio el 4 de marzo de 2013 manteniendo el formato de competencia. A pesar de mantener una buena sintonía liderando su horario, esta evidencio una baja importante. En abril de 2013, se anunció su finalización al término de la temporada, concretado el 31 de mayo, donde en su última final, se consagraron como ganadores en mujeres, Fernando Gallardo por tercera vez y en hombres Pancho Rodríguez por segunda vez.

## Internacionalización
El día 6 de octubre de 2009 se dio a conocer en Calle 7 la internacionalización del formato; esto debido a que Canal 13 de Paraguay comenzó a emitir Calle 7 Paraguay a partir de marzo de 2010 hasta 2013, año en que se dejó de emitir, pero regresó al aire en el 2022. Asimismo, el formato fue vendido a Perú y Ecuador y posteriormente a Honduras, luego al canal Telemetro de Panamá, después al canal Unitel de Bolivia y a Telecorporación Salvadoreña de El Salvador. 

## Equipo

### Presentadores
- Martín Cárcamo (2009-2010)
- Karen Doggenweiler (enero-febrero de 2009)
- Jean Phillipe Cretton (2010-2013)
- Alain Soulat (enero-mayo de 2013)

### Coanimador/Comentarista técnico
Para la segunda temporada del programa, se incorpora la figura del coanimador, quien se encargaba de ayudar al presentador a narrar las competencias realizadas en el programa. Durante 2011, esa figura pasó a ser el de comentarista técnico, el cual cumplía con la labor anterior además de explicar las pruebas desarrolladas. 
- Jean Phillipe Cretton (agosto de 2009-agosto de 2010)
- Rigeo (marzo de 2010-enero de 2011)
- Francisco Pancho Rodriguez (noviembre de 2010-enero de 2011)
- Juan Pedro Verdier (marzo-noviembre de 2011)
- Federico Koch (noviembre de 2011-abril de 2012)
- Alain Soulat (abril-octubre de 2012)
- Lucia Covarrubias (noviembre de 2012-mayo de 2013)

### Calle 7 Dual (internet)
- Valeria Ortega (2010)
- Alain Soulat (enero de 2011)
- Catalina Vallejos (marzo-julio de 2011)
- Karen Paola (agosto de 2011-enero de 2012)
- Daniela Urrizola (2012)
- Muriel Martín (2013)

## Premios y reconocimientos
- Martín Cárcamo recibió el premio con el mérito al "mejor animador juvenil", elegido por el público y entregado por la revista TV Grama.[36]
- En mayo de 2010 Calle 7 fue reconocido por el Foro de la Televisión Chilena (FOTECH), como el mejor programa juvenil.[37]